# سافر - بابل (مترو باريس)
سافر - بابل (بالفرنسية: Sèvres – Babylone)‏ هي محطة مترو تابعة لمترو باريس تقع في فرنسا في الدائرة السادسة في باريس.[بحاجة لمصدر]

## معرض صور

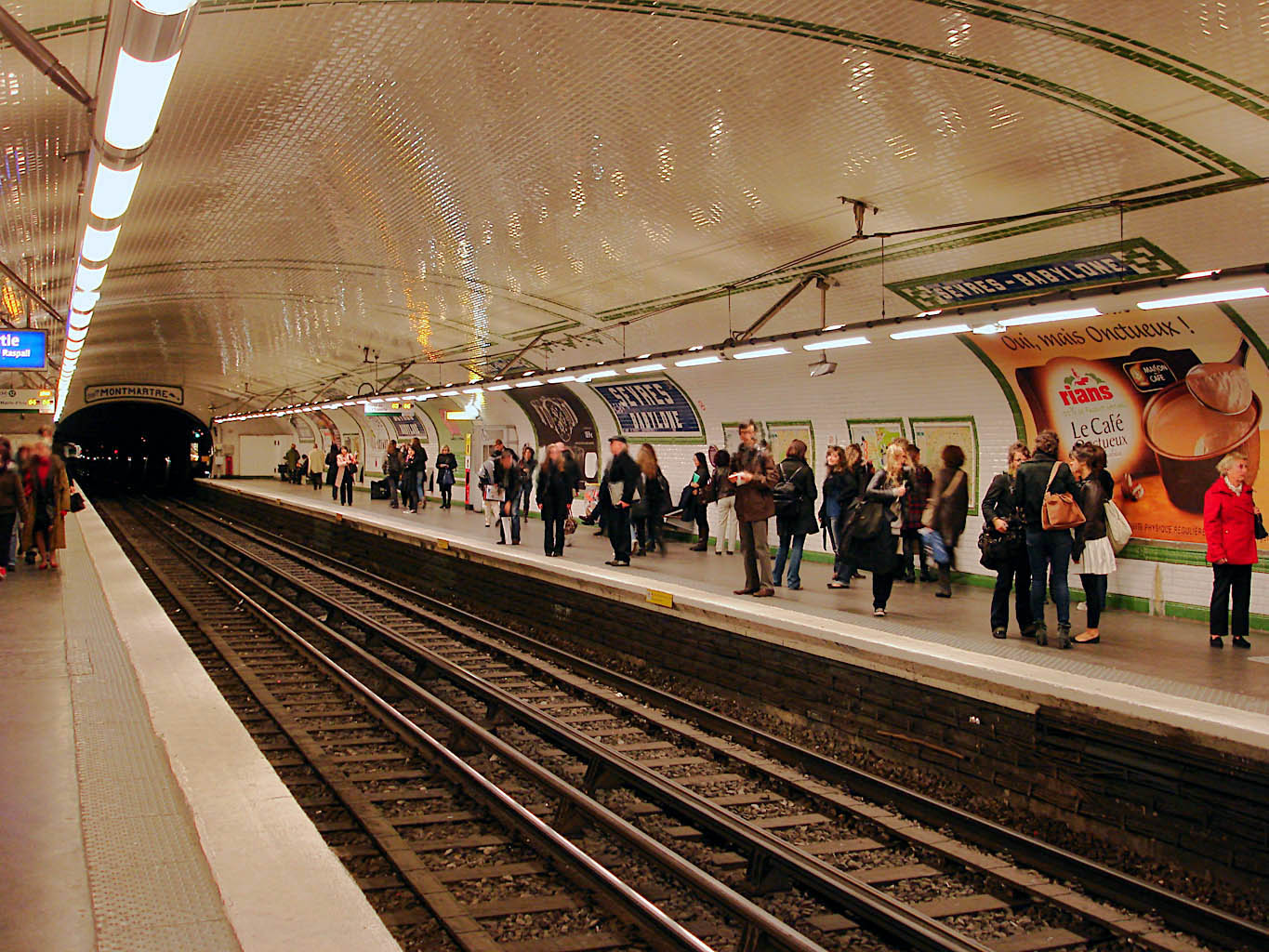
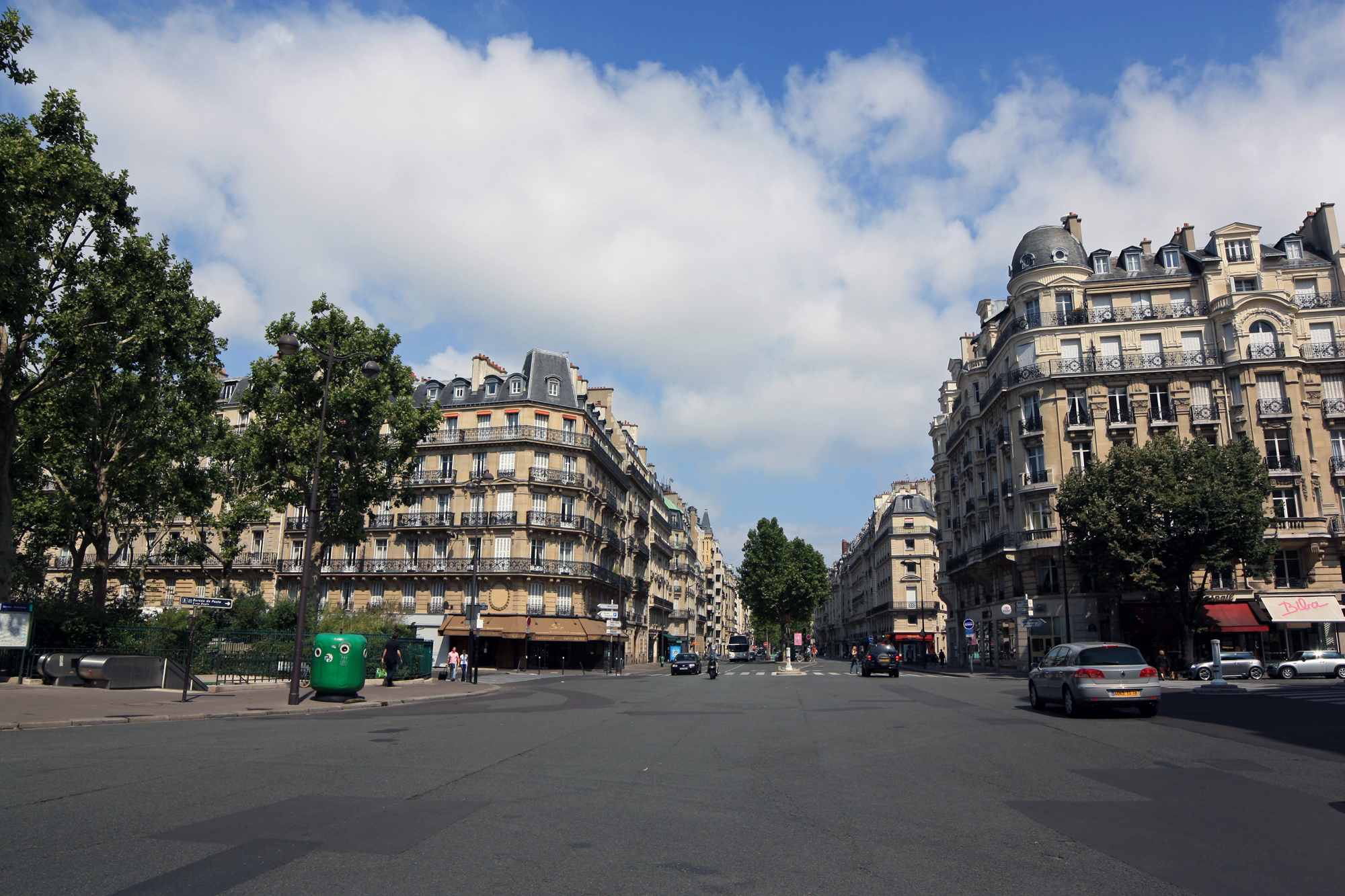
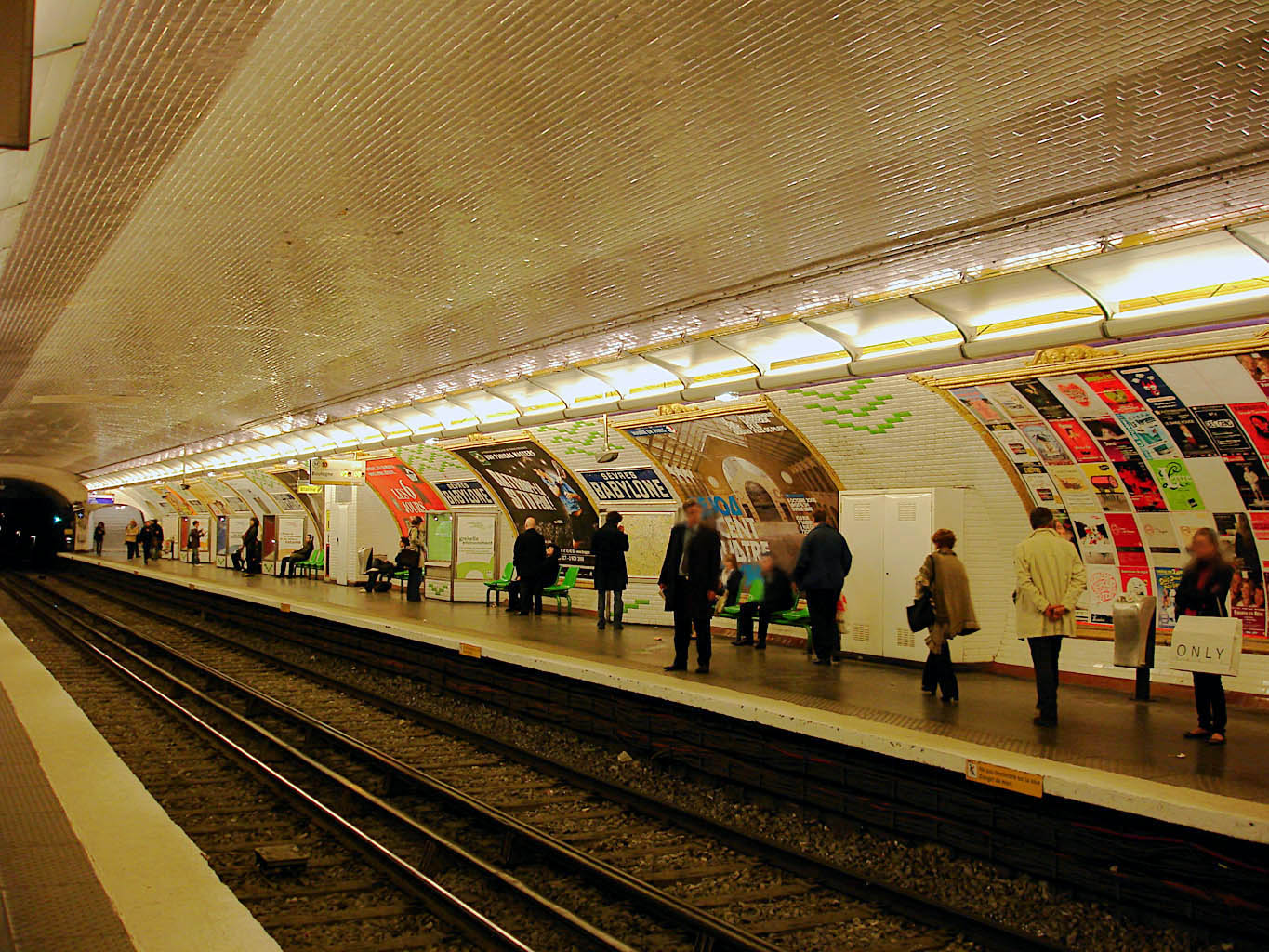